# Tunjungsekar
Tunjungsekar is een bestuurslaag in het regentschap Malang van de provincie Oost-Java, Indonesië. Tunjungsekar telt 14.430 inwoners (volkstelling 2010).